# Teresa Sieliwończyk
Teresa Sieliwończyk – polska działaczka społeczności polskiej na Białorusi, wiceprezes ZPB ds. kontaktów z zagranicą, szefowa oddziału ZPB w Baranowiczach. 

## Życiorys
W latach 80. pracowała jako dyrektor Klubu Budowlanych w Baranowiczach, gdzie początkowo odbywały się zajęcia Społecznej Szkoły Polskiej im. Tadeusza Reytana. W 1987 została prezesem Klubu Polskiej Mowy i Kultury. 
Obecnie jest dyrektorem Domu Polskiego w Baranowiczach oraz szefową lokalnego oddziału ZPB. W 2005 została wybrana wiceprzewodniczącą Związku ds. współpracy z zagranicą.
Jest córką Elżbiety Dołęgi-Wrzosek.